# Welcome Strangers 〜2nd IS:SUE〜
『Welcome Strangers 〜2nd IS:SUE〜』は、日本の女性アイドルグループ『IS:SUE』の2枚目のシングル。2024年11月13日にLAPONE GIRLSより発売。

## 概要
今作は「ようこそ！変わり者たちの世界へ」というタイトルの意味に表れているとおり、マイノリティーの味方となるような内面や外見を問わず、人と変わっている自分に自信を持つこと、そして自分らしくあることを表現。メンバーぞれぞれの好きなものを細部に投影したコンセプト衣装を身にまとい、“異種”であることの強さ、美しさ、かっこよさを追究した新録曲を4曲収録する。
リード曲「THE FLASH GIRL」は、レイジ（Rage）ジャンルを基盤にした重みのあるトラップビートと強烈なEDMサウンドが魅力的なダンスナンバー。デビュー作に引き続き、パク・ウサンがプロデュースを担当した。。また、「Breaking Thru the Line」では、メンバーのYUUKIが初めてラップの作詞に挑戦した。
2024年10月19日に幕張メッセで開催された『Rakuten GirlsAward 2024 AUTUMN／WINTER』でリード曲「THE FLASH GIRL」を初披露した。

## 収録曲

### 初回限定盤A
CD+PHOTOBOOK
1. THE FLASH GIRL[13]
作詞：Yui Kimura、TATSUNE、 Rose Blueming
作曲：LOGOS、Kurtz、 BORAN、 XD
編曲：LOGOS, Kurtz
  - リーボックWEB CM「ROAD PRIME」篇 CMソング[14]
  - Rose Bluemingは『CONNECT』『STATIC』の作詞を手掛けている。
  - LOGOSはパク・ウサンの別名義。
  - LOGOS、Kurtzは『CONNECT』『STATIC』の作曲を手がけている。また、BORANも『CONNECT』の作曲を手掛けている。
2. Breaking Thru the Line[13]
作詞：Karen Yamaguchi、Rose Blueming、Kotomi Fukagawa、EMI K.Lynn、YUUKI
作曲：G'harah "PK" Degeddingseze、Tricia Battani、Ella Isaacson
編曲：G'harah "PK" Degeddingseze
3. Tiny Step[13]
作詞：Chiaki Sato
作曲：LOGOS, Kurtz, BORAN、XD
編曲：LOGOS, Kurtz
4. THE FLASH GIRL (Instrumental)

### 初回限定盤B
CD+PHOTOBOOK
1. THE FLASH GIRL
2. Breaking Thru the Line
3. Butterfly[13]
作詞：Yumika Kondo、TSINGTAO、Rose Blueming、gratia
作曲：LOGOS、Kurtz、XD
編曲：LOGOS, Kurtz
4. THE FLASH GIRL (Instrumental)

### 通常盤
CD
1. THE FLASH GIRL
2. Breaking Thru the Line
3. Tiny Step
4. Butterfly

### UNIVERSAL MUSIC STORE限定盤
CD+リボン付きリリックカード
1. The FLASH GIRL
2. Breaking Thru the Line
3. Butterfly
4. Butterfly (Instrumental)

### FC限定盤
CD
1. THE FLASH GIRL
2. Breaking Thru the Line
3. Tiny Step
4. Tiny Step (Instrumental)

## チャート成績
オリコンチャート
- オリコンデイリーシングルランキング（2024年11月14日付）で1位[2]。

| 日付              | 順位 | 推定売上枚数 | 出典   |
| ----------------- | ---- | ------------ | ------ |
| 2024年011月12日付 | 2位  | 047,967枚    |        |
| 2024年011月13日付 | 2位  | 08,618枚     | [ 19 ] |
| 2024年011月14日付 | 1位  | 06,991枚     | [ 2 ]  |
| 2024年011月15日付 | 3位  | 05,621枚     |        |
| 2024年011月16日付 | 4位  | -            |        |
| 2024年011月17日付 | 2位  | 03,063枚     |        |

- オリコン週間シングルランキング[注 1]（2024年11月25日付）で2位。初週売上は7.5万枚。[3]。

| 日付              | 順位 | 推定売上枚数 | 累計売上枚数 | 出典   |
| ----------------- | ---- | ------------ | ------------ | ------ |
| 2024年011月25日付 | 02位 | 75,417枚     | 75,417枚     | [ 3 ]  |
| 2024年012月2日付  | 14位 | 2,975枚      | 78,392枚     | [ 20 ] |

- オリコン週間合算シングルランキング[注 1]（2024年11月25日付）で2位[4][21]。換算売上ポイントは79,840pt。

Billboard JAPAN
- Billboard JAPAN 週間シングル・セールス・チャート[注 1]「Top Singles Sales」（2024年11月20日公開）で2位。初週売上枚数は87,815枚[5]。
- Billboard JAPAN 総合ソング・チャート[注 1]「JAPAN Hot 100」(2024年11月20日公開)で「THE FLASH GIRL」が6位[6]。
- Billboard JAPAN ダウンロード・ソング・チャート[注 1]「Download Songs」(2024年11月20日公開)で「THE FLASH GIRL」が45位[7]。

タワーレコード
- TOWER RECORDS ONLINE「J-POPシングル ウィークリーTOP30」（2024年11月14日付）[注 2]で2位[22]。

## テレビ番組での披露
2024年11月5日深夜にテレビ東京で放送された『あのちゃんの電電電波♪』に出演し、「THE FLASH GIRL」をテレビで初披露した。
注釈がない番組は『THE FLASH GIRL』をフルサイズで披露。
| 放送日          | 番組名                                          | 放送局       | 出典   | 注釈              |
| --------------- | ----------------------------------------------- | ------------ | ------ | ----------------- |
| 2024年011月5日  | あのちゃんの電電電波♪                           | テレビ東京   | [ 23 ] | [ 注 3 ]          |
| 2024年011月9日  | MUSIC FAIR                                      | フジテレビ系 | [ 24 ] | [ 注 3 ]          |
| 2024年011月15日 | ミュージックステーション                        | テレビ朝日系 | [ 25 ] | [ 注 3 ] [ 注 4 ] |
| 2024年011月16日 | Venue101                                        | NHK総合      | [ 26 ] | [ 注 3 ]          |
| 2024年011月18日 | プレミアMelodiX!                                | テレビ東京   | [ 27 ] | [ 注 3 ]          |
| 2024年 12月31日 | CDTVライブ！ライブ！年越しスペシャル！2024→2025 | TBS系        | [ 28 ] | [ 注 3 ]          |